# Parafia św. Jakuba Apostoła w Sączowie
Parafia świętego Jakuba Apostoła w Sączowie – parafia rzymskokatolicka oraz sanktuarium św. Jakuba (od 2024) znajdująca się w diecezji sosnowieckiej, w dekanacie XIII – św. Jakuba Apostoła w Sączowie.

## Historia
Parafia św. Jakuba Apostoła w Sączowie została erygowana 28 marca 1224 r. przez biskupa krakowskiego Iwo Odrowąża. Należała wówczas do diecezji krakowskiej, od 1925 do diecezji częstochowskiej a obecnie od 1992 do diecezji sosnowieckiej. Przy parafii w 1327 powstała pierwsza szkoła parafialna. Obecny kościół parafialny jest trzecim kościołem w historii parafii. 
Parafia posiada najstarsze w Polsce relikwie św. Jakuba (I stopnia) poświadczone przez Patriarchę Jerozolimskiego w 1779 r. Podczas uroczystych obchodów 800-lecia Parafii 28 lipca 2024 r. biskup sosnowiecki Artur Ważny erygował Diecezjalne Sanktuarium św. Jakuba w Sączowie. 
Parafia leży na szlaku „Droga św. Jakuba” – Via Regia (powstałego w średniowieczu) przebiega do czasów współczesnych jeden z odcinków europejskiego szlaku pątniczego, który prowadzi do hiszpańskiego sanktuarium Santiago de Compostella.

### Terytorium parafii
Do parafii należą wierni z miejscowości: Sączów oraz Celiny i Myszkowie. 
Do Parafii sączowskiej początkowo należały okoliczne miejscowości: Sączów, Myszkowice, Celiny, Pyrzowice, Tąpkowice, Niezdarę i Nową Wieś.

## Proboszczowie parafii
| Proboszczowie parafii Sączów od roku 1325 | Proboszczowie parafii Sączów od roku 1325 |
| ----------------------------------------- | ----------------------------------------- |
| Lata posługi                              | Kapłan                                    |
| 1325–1327                                 | ks. Marcin                                |
| 1459                                      | ks. Paweł z Tarnowa                       |
| do 1504                                   | ks. Maciej syn Stefana                    |
| od 1505                                   | ks. Stanisław z Kłomnic                   |
| 1529                                      | ks. Szymon z Lelowa                       |
| do 1560                                   | ks. Jan z Żywca                           |
| od 1560                                   | ks. Paweł z Mogielnicy                    |
| do 1569                                   | ks. Michał                                |
| od 1569                                   | ks Marcin Dymek                           |
| 1598–1602                                 | ks. Szymon z Kielc                        |
| 1604–1642                                 | ks. Jan Particius                         |
| 1655–1659                                 | ks. Wawrzyniec Kłobucki                   |
| 1663–1689                                 | ks. Szymon Stankiewicz                    |
| 1689–1704                                 | ks. Wojciech Nykowski                     |
| 1707–1730                                 | ks. Wojciech Krupski                      |
| 1730–1757                                 | ks. Stanisław Czujnowicz                  |
| 1757–1779                                 | ks. Jan Lubrzyński                        |
| 1780–1785                                 | ks. Wojciech Jurdziński                   |
| 1787–1793                                 | ks. Tomasz Mączyński                      |
| 1794–1828                                 | ks. Antoni Lewandowski                    |
| 1829–1855                                 | ks. Jan Czocharski                        |
| 1856–1859                                 | ks. Teofil Szpinalski                     |
| 1860–1868                                 | ks. Jan Kryszkier                         |
| 1868–1895                                 | ks. Rajmund Biernawski                    |
| 1895                                      | ks. Julian Kozłowski                      |
| 1895–1898                                 | ks. Paweł Włodek                          |
| 1899–1903                                 | ks. Antoni Toczyłowski                    |
| 1903–1931                                 | ks. Stanisław Senko                       |
| 1931–1939                                 | ks. Stanisław Łupiński                    |
| 1939–1959                                 | ks. Zygmunt Sznajderski                   |
| 1959–1961                                 | ks. Stefan Banasiński                     |
| 1961–1968                                 | ks. Władysław Derbis                      |
| 1968–1990                                 | ks. Jan Wacławiak                         |
| 1990–1994                                 | ks. Stanisław Przebięda                   |
| 1994–2009                                 | ks. Jarosław Szlenzak                     |
| 2009 – nadal                              | ks. Marek Sendal                          |